# Lepilemur betsileo
Lepilemur betsileo är en primat i släktet vesslemakier som förekommer på östra Madagaskar.
Artepitet i det vetenskapliga namnet syftar på folkgruppen Betsileo.
Ett exemplar hade en kroppslängd (huvud och bål) av 250 mm, en svanslängd av 277 mm och en vikt av 1150 g. Pälsen på ryggen är rödbrun till brun och den blir fram mot undersidan ljusare. Ansiktet har däremot en grå färg och kännetecknande är den nästan vita insidan av öronen medan öronens kanter är mörkbrun till svarta. Artens svans är helt svart.
Utbredningsområdet ligger i Fandriana District och i angränsande områden i östra Madagaskar mellan floderna Mangoro och Namorona. Individerna vistas i regnskogar.
Individerna klättrar i träd och hoppar. Annars är inget känt angående levnadssättet.
Beståndet hotas av skogens omvandling till jordbruksmark och av jakt. Utbredningsområdet är uppskattningsvis 1200 km² stort. IUCN listar arten som starkt hotad (EN).